# Klein Belitz
Klein Belitz är en kommun och ort i Landkreis Rostock i förbundslandet Mecklenburg-Vorpommern i Tyskland.
I kommunen ingår orterna Boldenstorf, Friedrichshof, Groß Belitz, Neukirchen, Passin, Reinstorf och Selow.
Kommunen ingår i kommunalförbundet Amt Bützow-Land tillsammans med kommunerna Baumgarten, Bernitt, Bützow, Dreetz, Jürgenshagen, Penzin, Rühn, Steinhagen, Tarnow, Warnow och Zepelin.